# Sermersheim
Sermersheim ist eine französische Gemeinde mit 961 Einwohnern (Stand 1. Januar 2021) im Département Bas-Rhin in der Region Grand Est (bis 2015 Elsass). Sie liegt an der Ill und verfügt über einen Bahnhof der SNCF und eine Autobahnausfahrt.

## Geschichte
Die schriftliche Überlieferung beginnt zwar schon im 7. Jahrhundert, aber nur in späteren Abschriften. Die Klöster Ebersmünster und Mont-St.-Odilie (Odilenberg) sollen zwischen 650 und 720 hier Besitz gehabt haben (Reg.Als. 067,076,096). Doch halten einige Historiker diese späteren Abschriften für Fälschungen. Sichere Erwähnungen findet Sermersheim in zwei Kaiserurkunden des 10. Jahrhunderts: 968 schenkte Otto I. hier einen Reichshof an seine Ehefrau und 992 vermachte Otto III. dem Kloster Seltz hier (s)ein Reichsgut (Regesta Imperii II, 488 + 1052, siehe auch MGH DOIII 86).

## Literatur

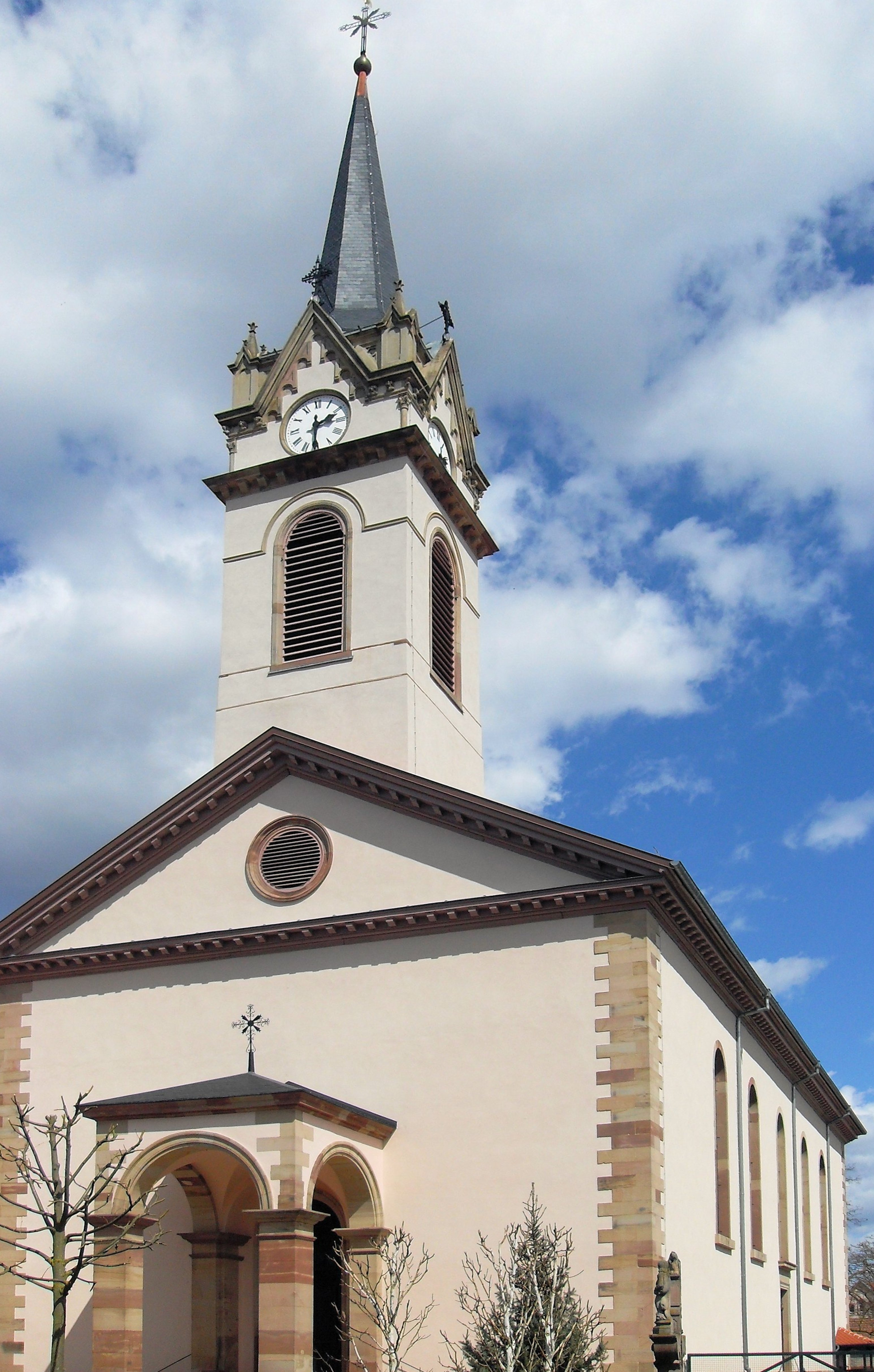
Johanneskirche Sermersheim

## Bevölkerungsentwicklung
| 1962 | 1968 | 1975 | 1982 | 1990 | 1999 | 2006 | 2018 |
| ---- | ---- | ---- | ---- | ---- | ---- | ---- | ---- |
| 683  | 692  | 674  | 604  | 677  | 829  | 802  | 940  |